# Europamästerskapen i banhoppning 2021
Europamästerskapen i banhoppning 2021 hölls i Hörstel den 30 augusti till den 5 september 2021, på ridsportanläggningen Riesenbeck International.

## Medaljörer
| gren                 | Guld | Silver                                                                                             | Brons |
| Individuell hoppning | Andre Thieme DSP Chakaria Tyskland                                                                                   | Martin Fuchs Leone Jei Schweiz                                                                     | Peder Fredricson Catch Me Not S Sverige |
| Lag hoppning         | Elian Baumann Campari Z Bryan Balsiger AK's Courage Martin Fuchs Leone Jei Steve Guerdat Albfuehren's Maddox Schweiz | Andre Thieme DSP Chakaria Marcus Ehning Stargold Christian Kukuk Mumbai David Will C Vier Tyskland | Pieter Devos Jade vd Bisschop Jos Verlooy Varoune Olivier Philippaerts Le Blue Diamond v't Ruytershof Nicola Philippaerts Katanga v/h Dingeshof Belgien |